# Marinière (vêtement)
Pour les articles homonymes, voir Marinière.

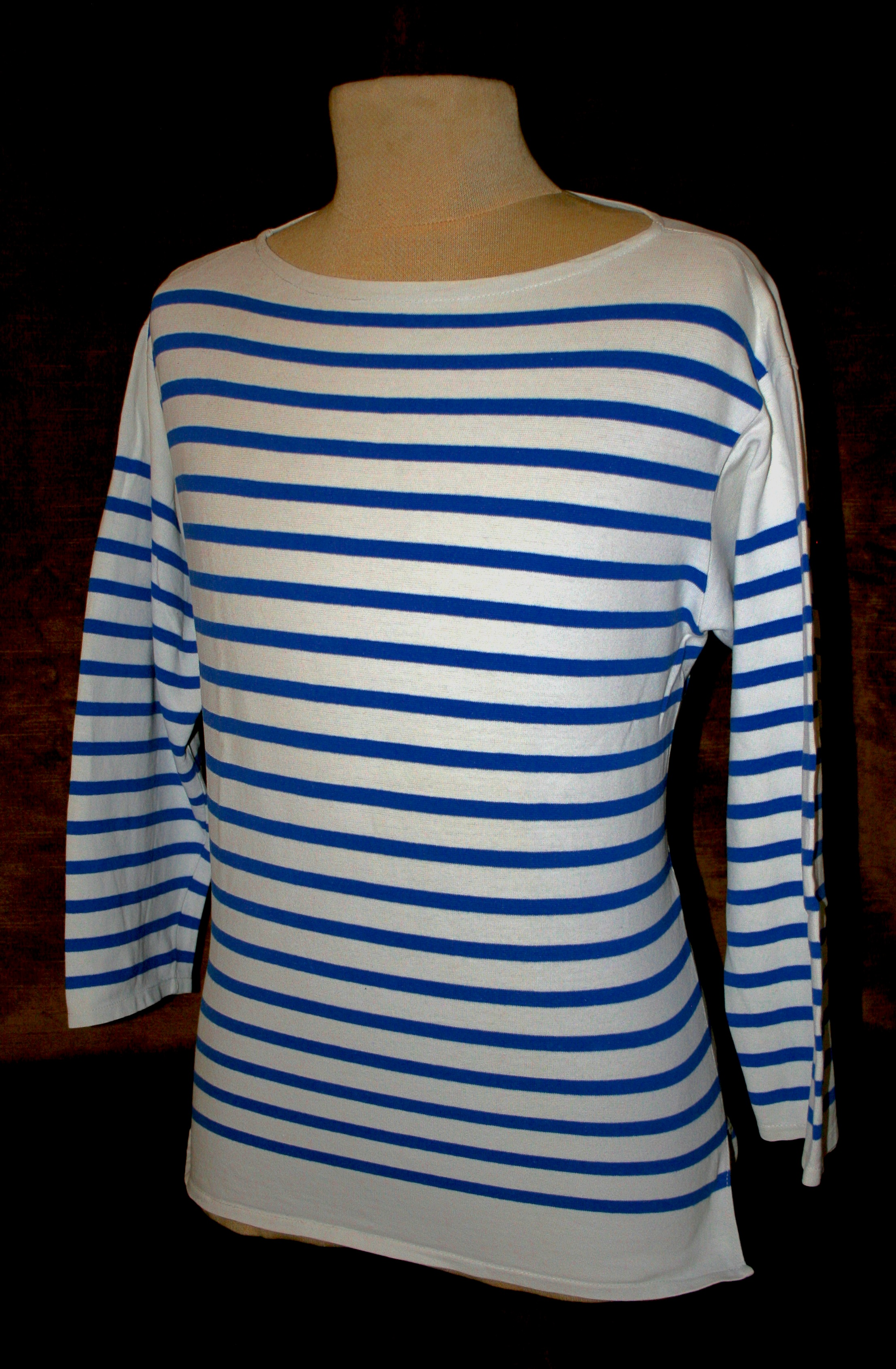
Tricot bleu de service courant de la Marine nationale, à encolure bordée de blanc.

La marinière, aussi appelée tricot rayé, est un maillot de corps à manches longues ou courtes en jersey de coton à rayures horizontales étroites bicolores bleues et blanches. Empruntée à la marine tsariste, qui avait adopté ce style des marins bretons et normands afin de se distinguer des autres marines nationales, la marinière est aujourd'hui caractéristique, entre autres, de la tenue des quartiers-maîtres et des matelots de la Marine nationale.

## Histoire
Au début du XIXe siècle, seul un homme porte un vêtement à rayures dans le tableau dramatique Le Radeau de La Méduse. Ces rayures sont verticales.

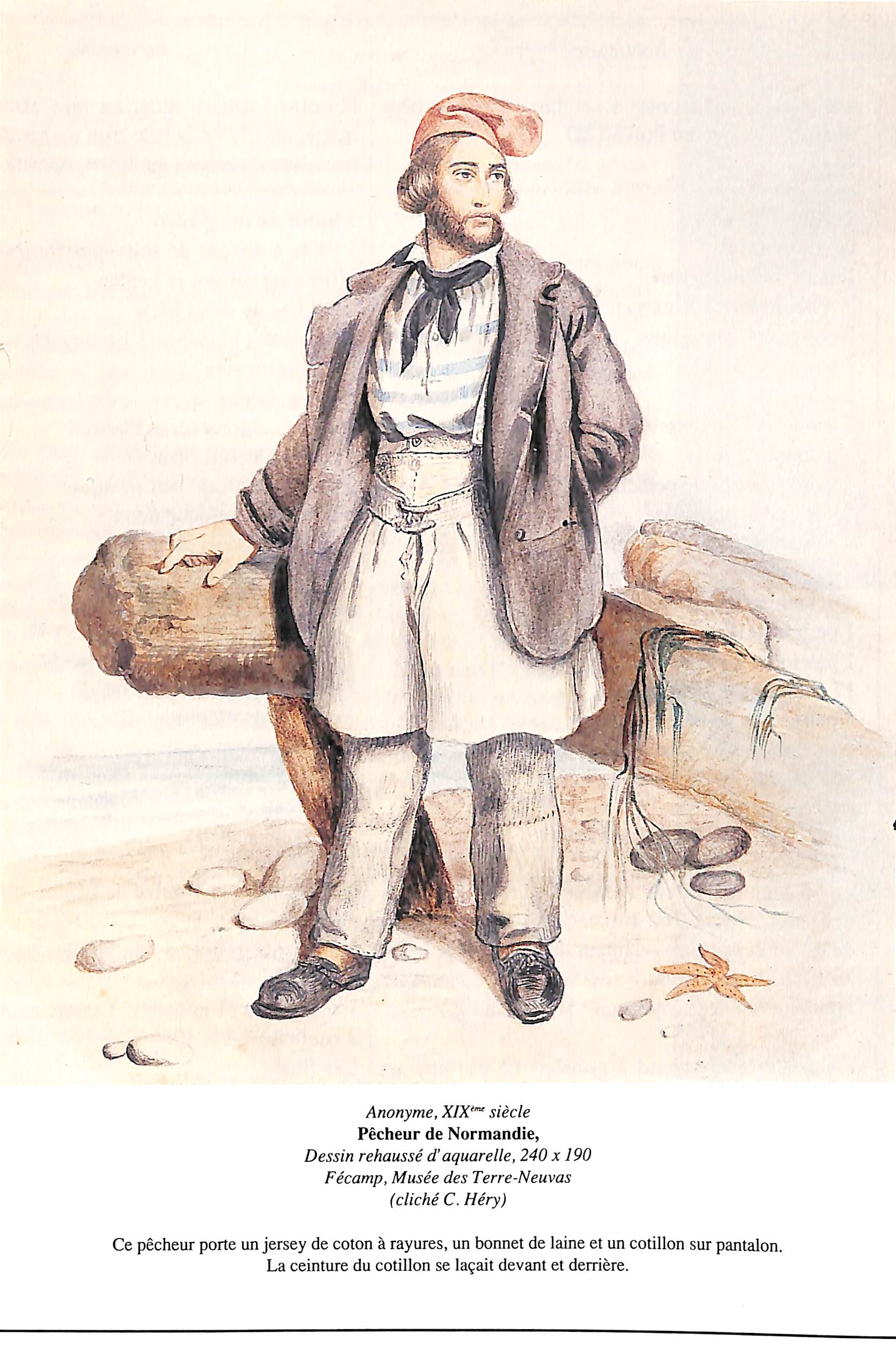
Anonyme, XIXe siècle, pêcheur de Normandie, dessin et aquarelle, Fécamp, musée des Pêcheries.

Le tricot rayé est porté par les marins pêcheurs au moins à partir du XIXe siècle, notamment par ceux qui s’embarquaient pour Terre-Neuve pour la pêche à la morue. Il le portait comme sous-vêtement, avec un tricot en laine, une vareuse et une veste imperméable par-dessus.
Ce qui est appelé aujourd'hui « marinière » désigne des chausses en tricot puis la vareuse et le maillot de corps rayé  des marins, les rayures qui apparaissent dans l'iconographie surtout des régions de Bretagne et Normandie au XVIIe siècle servant selon la tradition à mieux repérer les hommes tombés en mer, les vêtements rayés étant la caractéristique des marginaux (gens du voyage, prostituées, marins) ; c'est donc le maillot qui se portait sous la blouse de marin, qui était à l'origine la « marinière » proprement dite. Il désigne également un vêtement féminin couvrant le buste, froncé, qui s'amplifie vers la taille (marinière simple) ou vers le bas (marinière longue) et qui cachait le ventre des femmes enceintes.

### Dans l’histoire militaire russe

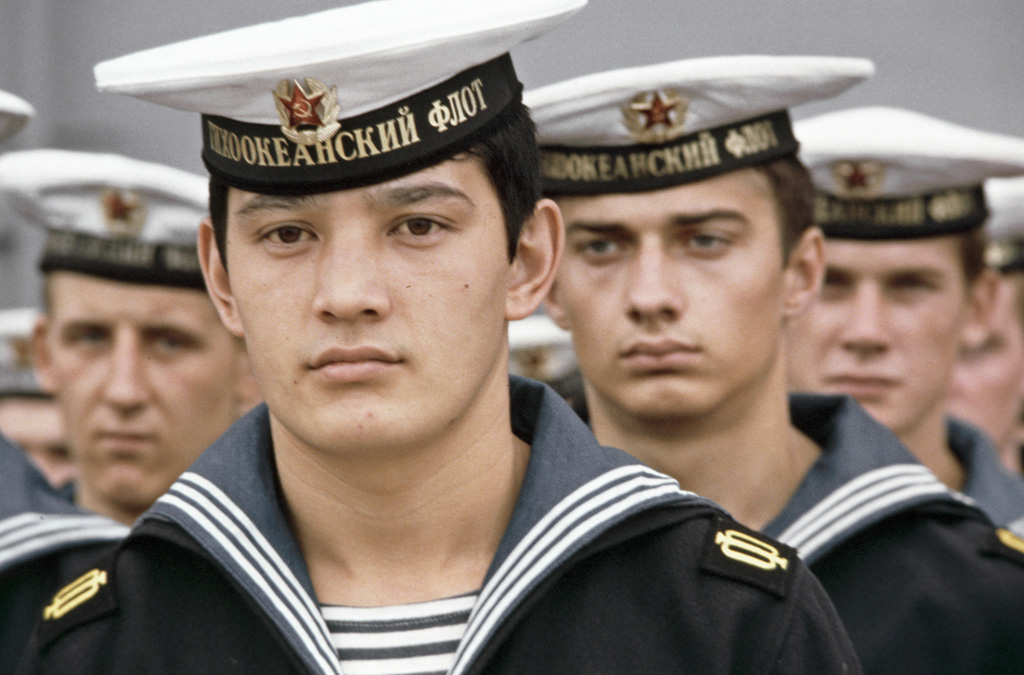
Marins soviétiques en 1984.

La première marine militaire à avoir adopté ce style de vêtements, dès le XIXe siècle, fut la marine russe, inspirée par les matelots de la Bretagne. Les troupes navales tsaristes furent bientôt suivies par les britanniques, les françaises et quelques autres. Connue sous le nom de Telnyashka (ru : тельня́шка, phon : [tʲɪlʲˈnʲæʂkə]), la marinière russe est un maillot de corps de couleur foncée, le plus souvent noire ou bleu-noir, et à rayures blanches, avec ou sans manches. Elle est devenue emblématique de l'uniforme de la marine, des troupes aéroportées et de l'infanterie navale russes puis soviétiques. Elle est un symbole de grande fierté militaire pour ceux qui la portent, devenant progressivement un symbole plus large de la masculinité et de la confiance en soi.
La tradition des troupes terrestres russes portant un uniforme naval vient des marins de la marine soviétique qui ont combattu sur le terrain durant la Seconde Guerre mondiale. Une tradition illustrée par le célèbre tireur d'élite soviétique Vassili Zaïtsev, qui s'était porté volontaire pour l'armée, mais qui avait refusé de renoncer à sa telnyashka de la marine en raison de la fierté qu'elle suscitait.

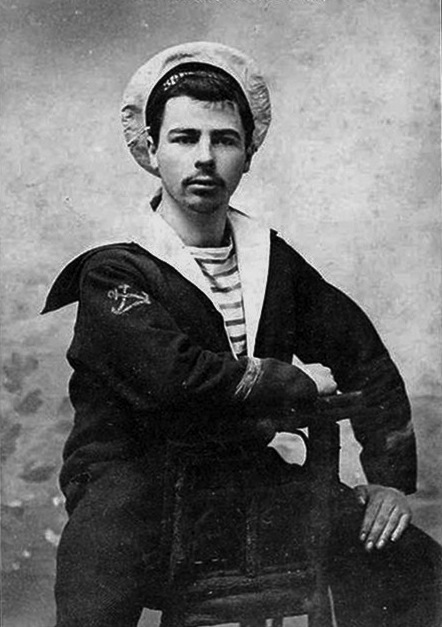
Un matelot breveté en tenue de sortie au début du XXe siècle.

### Dans l’histoire militaire française

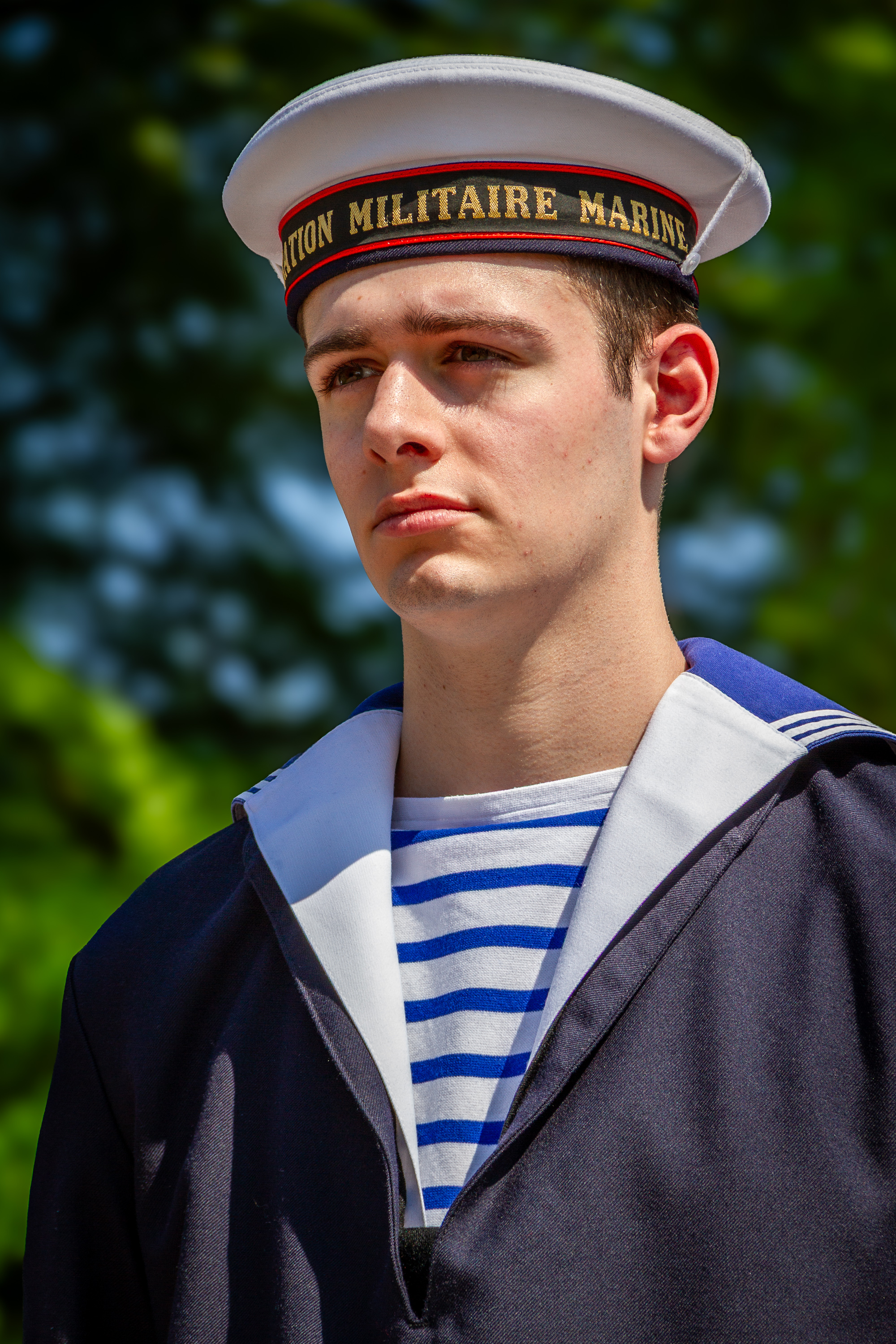
Un stagiaire de la Préparation militaire marine en 2013, tenue 22 bis.

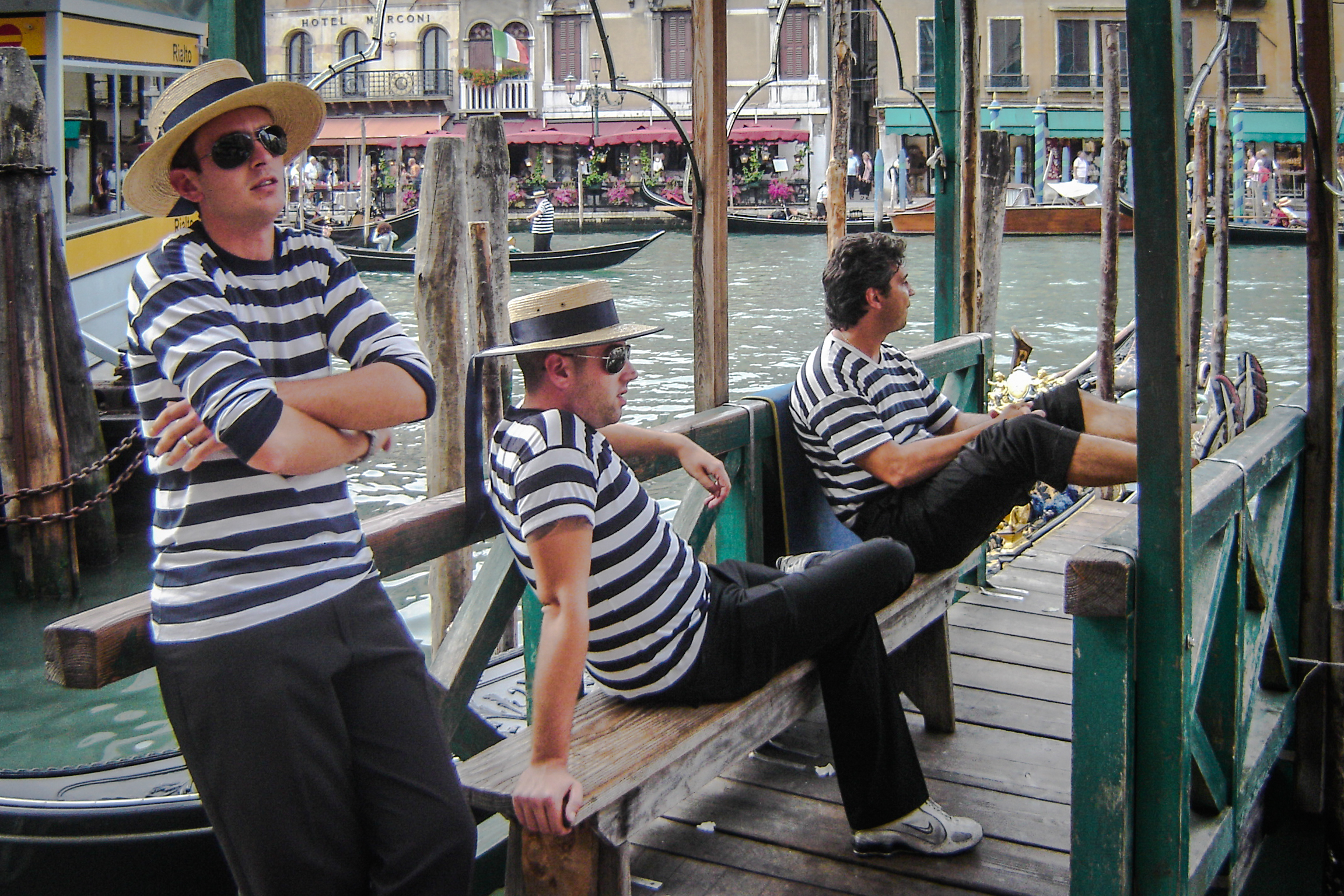
Gondoliers sur le Grand Canal à Venise

Un décret officiel du 27 mars 1858 introduit dans la liste officielle des tenues de matelot de la Marine nationale le tricot rayé bleu indigo et blanc décrivant ainsi ses caractéristiques techniques : « Le corps de la chemise devra compter 21 rayures blanches, chacune deux fois plus large que les 20 à 21 rayures bleu indigo. ». En anglais, il s'appelle breton shirt du fait de l'importance des équipages bretons de la Marine nationale.
Une authentique marinière comporte donc sur le torse et le dos vingt rayures bleu indigo larges de dix millimètres, espacées de vingt millimètres et sur les manches, quatorze rayures bleues espacées de vingt millimètres.
Ses manches longues de trois-quarts ne doivent pas dépasser de la vareuse, et son encolure évasée monte au ras du cou.
Le « Tricot bleu de service courant Marine nationale » fait partie des tenues de service courant no 22 bis et 23 des équipages du personnel de la Marine nationale.
Jadis fabriquée dans différents ateliers, puis dans les ateliers propres de la Marine nationale lorsque l'armée devint une armée de métier (autrefois de conscription), la marinière était encore largement produite en France, par les entreprises Saint James, Armor Lux, l'historique Orcival ou encore Le Minor jusqu'en 2010, avant que la Marine Nationale ne se fournisse en Roumanie.

### Dans l’histoire militaire néerlandaise
L'uniforme du marin français a été adopté par plusieurs autres nations au fil du temps. En 1877, la Marine royale néerlandaise a inclus ce vêtement dans son règlement sur les uniformes, mais la marinière ou « jupe de poitrine » était probablement portée par les marins dès le milieu des années 1860. En 1965, la marinière a disparu des uniformes néerlandais et a été remplacée par le blanc sportif.

### Tenue traditionnelle des gondoliers vénitiens
La marinière à larges rayures, rouges ou bleues, fait partie de la tenue traditionnelle des gondoliers vénitiens.

## De la tenue de marin à l’accessoire de mode

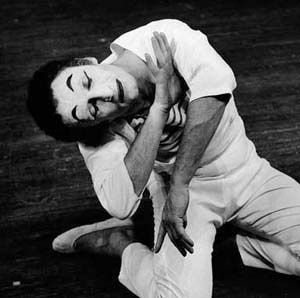
Le mime Marceau interprète son personnage Bip, vêtu d’une marinière en 1963.

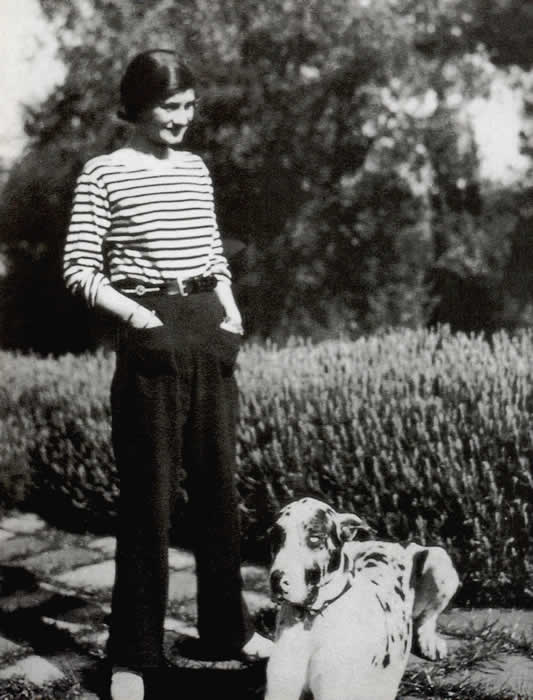
Gabrielle Chanel dans l’entre-deux-guerres.

La marinière, bien que d’origine militaire, est également un élément important de la mode. Pendant la Grande guerre, Coco Chanel, habituée des stations balnéaires et inspirée par les marins locaux, lance dans sa seconde boutique, à Deauville, le « style marin », avec des marinières courtes. Elle perpétue ainsi la libération du corps de la femme et le côté « pratique » de ses créations, tout en utilisant un tissu simple lors de cette période de pénurie, le jersey de chez Rodier. La rayure devient luxueuse et se répand sur tout le territoire. Bien des années plus tard, Karl Lagerfeld, respectant l’héritage de la Maison Chanel, revisitera régulièrement la marinière dans ses défilés, particulièrement pour les collections annuelles de prêt-à-porter estival intitulées « Croisière ».
À partir de la fin des années 1950, c'est un élément incontournable du vestiaire féminin.
Lors de la décennie suivante, après l'apparition de Jean Seberg à l’écran dans À bout de souffle vêtue d’une marinière, puis de Brigitte Bardot dans Le Mépris, c’est Yves Saint Laurent dès ses premières collections qui introduit la marinière, de façon détournée, dans la haute couture.
John Wayne au cinéma dès les années 1940, puis Jean Cocteau, Pablo Picasso, Brigitte Bardot, le Mime Marceau, ou Sting plus tard, posent en marinière pour les photographes.
Mais c'est Jean-Paul Gaultier qui reste le plus fidèle à la marinière, durant plusieurs décennies, depuis son premier défilé en 1978, et sous des formes, styles et matières les plus diverses : en 1983, c'est même l’élément majeur de sa collection Boy Toy, le créateur venant saluer le public à la fin du défilé habillé d'une classique marinière. En 2006, la marinière est détournée en robe du soir. Il habille Yvette Horner d’une marinière, il pose pour Pierre et Gilles avec ce vêtement, il l’utilise pour le design des flacons de sa ligne de parfums pour hommes « Le Mâle ». Pour lui et jusqu’à sa ligne « enfants » ou ses collaborations avec d’autres marques, la marinière fait partie intégrante de l'univers du Couturier.
Dans les années 2000, Kenzo commercialise des marinières …avec des pois, Sonia Rykiel jusqu’alors abonnée aux rayures multicolores le plus souvent sur fond noir, revient vers le basique de la marinière aux couleurs blanche et bleue.

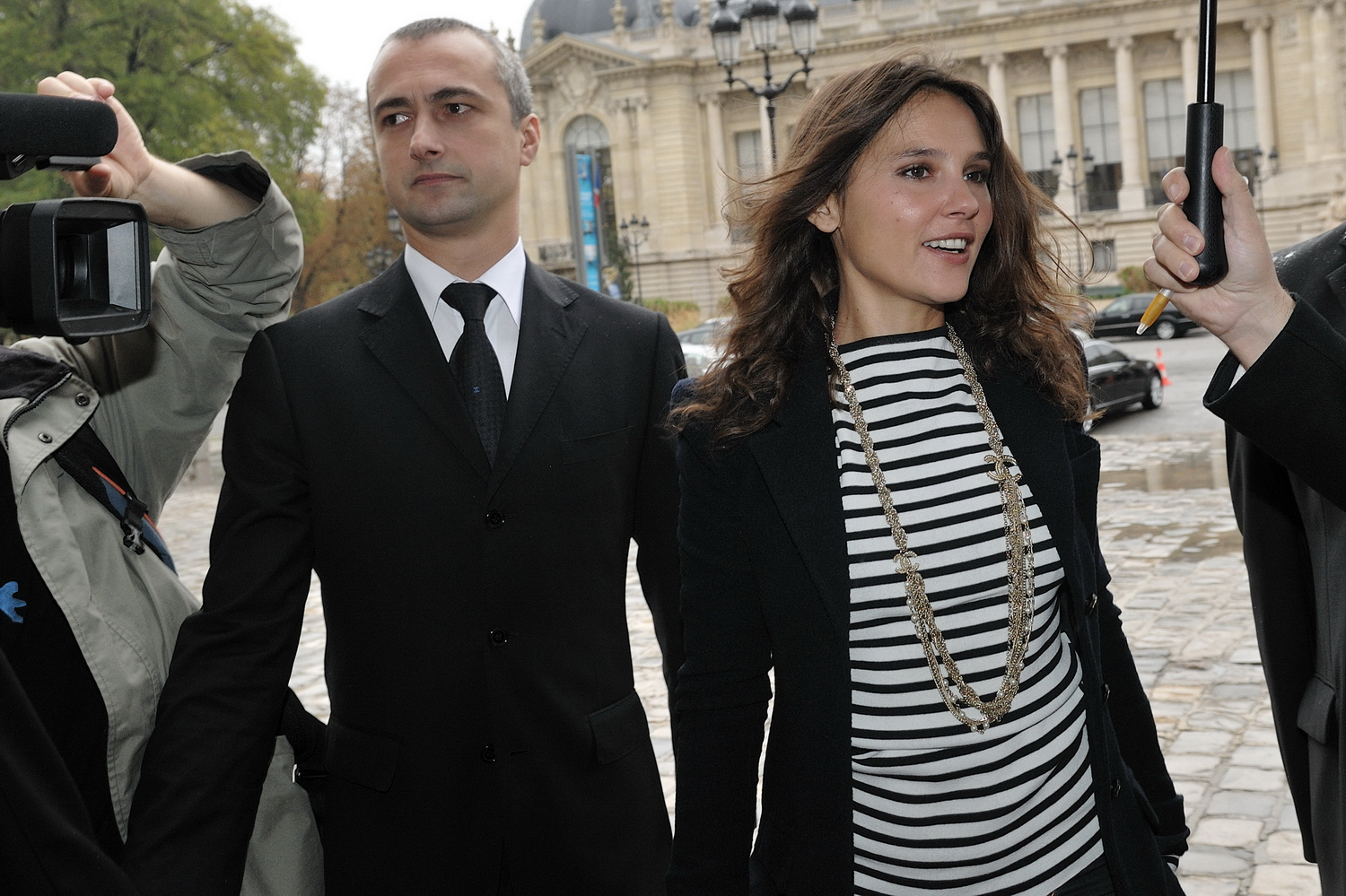
L'actrice Virginie Ledoyen vers 2010, au défilé de prêt-à-porter Chanel à Paris.

En 2010, la marinière marque la mode : l’agence Elite fait poser les finalistes de son concours annuel en marinière échancrée, Prada élargit les rayures pour sa collection de septembre, Kitsuné, marque dont l’un des fondateurs est le breton Gildas Loaëc, exploite l’idée de la marinière, Dolce & Gabbana, Michael Kors…
L’année suivante, pour son nouveau contrat avec l’équipementier Nike, l’Équipe de France de football se voit dotée comme maillot officiel pour les matchs à l'extérieur d’un maillot blanc à rayures bleu foncé, inspiré de la marinière. Il l'utilisera peu. Très commenté, critiqué même, ce maillot rayé est abandonné onze mois plus tard au profit d'un maillot tout blanc, bien plus sobre.
En avril 2011, la boutique colette consacre un thème à la marinière avec la présence de plusieurs marques de prêt-à-porter : Chanel, Comme des Garçons, Hermès, les macarons Ladurée, Longchamp et son sac pliable, Montblanc, le maquillage YSL, Swatch… La même année, Jean Paul Gaultier toujours, mais également Salvatore Ferragamo, Oscar de la Renta, The Row, ou Alex Mabille, l'incorporent dans leurs collections. Un an après, c'est Thom Browne pour Moncler qui détourne le motif jusque sur les pantalons, suivi par A.P.C. ou Marc by Marc Jacobs.
Outre les traditionnelles entreprises françaises Armor Lux, Le Minor depuis 1977 (qui diversifie sa fabrication originelle), Saint James depuis 1982 (qui a complété à cette date sa fabrication historique de laine avec le coton), ou l'historique Orcival produisant toujours en France depuis sa création en 1939 et qui fournit la Marine nationale, les marques Petit Bateau et Mât de misaine exploitent la marinière, l’utilisant depuis des années sous de nombreuses formes et déclinaisons,.

## Symbole politique
Le 19 octobre 2012, Arnaud Montebourg, alors ministre du redressement productif, apparaît en marinière Armor Lux sur la couverture du Parisien magazine. Cette une, qui illustre un dossier de dix pages sur le made in France, aura un retentissement important dans les médias et dans la société française. C'est à la demande de la rédaction du magazine que le ministre a accepté de porter cette marinière, mais aussi une montre et un appareil d'électroménager, faits en France. Mais c'est d'abord la marinière que le public et les médias retiendront, assimilant désormais ce vêtement au combat pour le made in France.